# Святая Анастасия (остров)

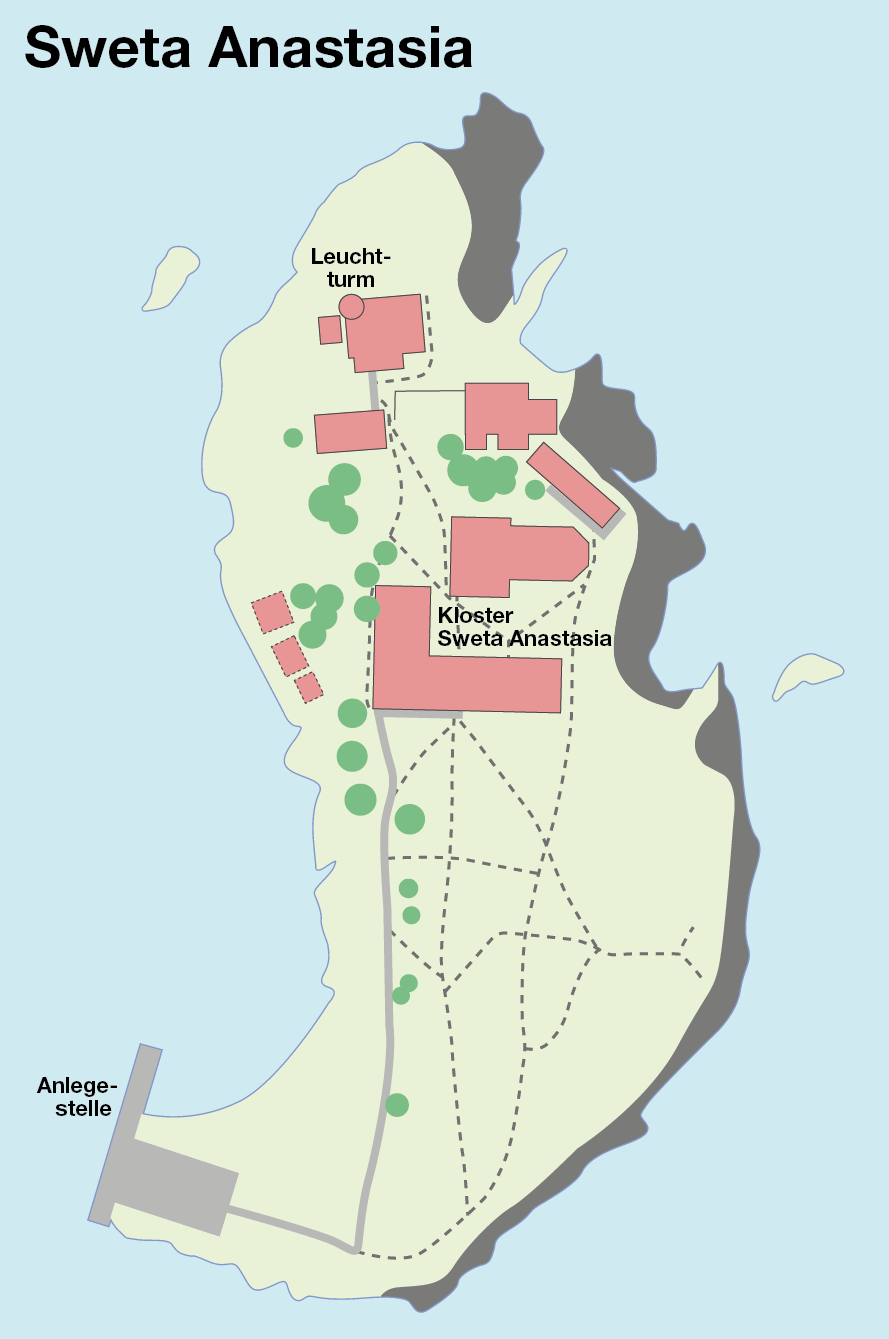

Свята́я Анастаси́я (болг. Света Анастасия) — остров в Бургасском заливе Чёрного моря, принадлежащий Болгарии. Между 1945 и 1990 годами, во времена коммунистической Болгарии, носил название Большевик (болг. Болшевик).
Остров находится в 6 км от Бургаса, его площадь равна 1 га. В настоящее время остров принадлежит Болгарской православной церкви, и частично им занимается местный бизнесмен, который поддерживает гостиницу и ресторан. На острове есть православный храм и маяк.
В 1924 году на острове был организован концентрационный лагерь, из которого в 1925 году осуждённые бежали в Советский Союз. На основе этих событий в 1958 году режиссёром Рангелом Вылчановым был снят фильм «На малом острове». Одним из заключённых лагеря был болгарский политический деятель начала-середины XX века, один из лидеров Болгарской рабочей социал-демократической партии Крыстё Пастухов.

## Туристический объект
Проект общины Бургас «Культурно-историческое наследие острова Святой Анастасии и города Бургас — привлекательное и конкурентоспособное туристическое место» получил финансирование по программе регионального развития. С 2014 года остров привлекает туристов. На острове имеется ресторан, кафе-аптека и гостиница. Добраться до острова можно туристическими судами от моста Морского парка Бургаса.